# Karadjé (Niamey)
Karadjé ist ein Stadtviertel (französisch quartier) im Arrondissement Niamey V der Stadt Niamey in Niger.

## Geographie

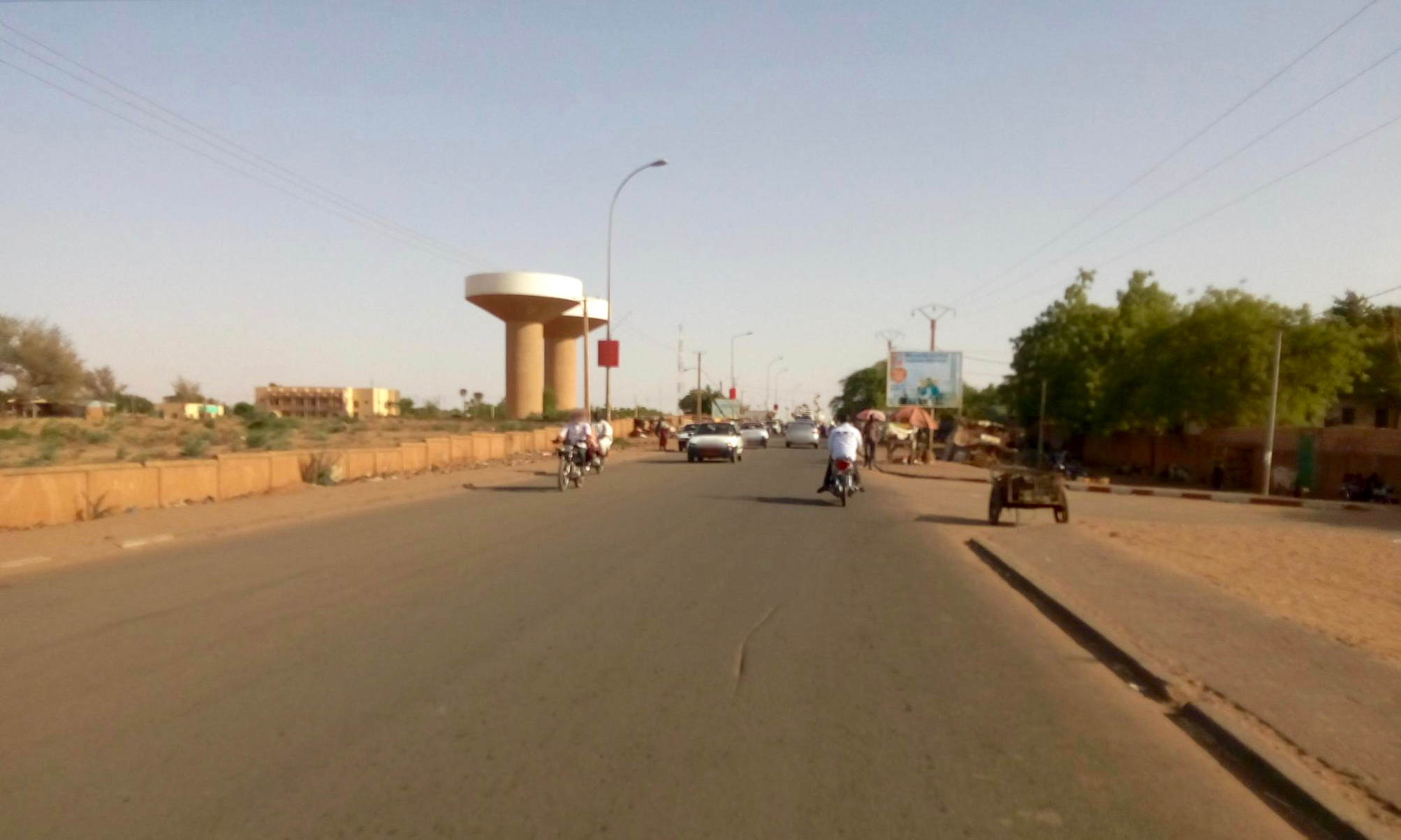
Straßenzug des Boulevard de l’Université am östlichen Rand von Karadjé (2018)

Das Stadtviertel ist an drei Seiten von den Arealen verschiedener Einrichtungen umgeben: im Norden liegt die Abdou-Moumouni-Universität Niamey, im Osten das Centre Régional AGRHYMET und im Westen das Hauptzollamt. Im Süden verläuft entlang der Nationalstraße 6 die Grenze zum Stadtviertel Banga Bana. Karadjé erstreckt sich einschließlich des Hauptzollamtes über eine Fläche von etwa 160,4 Hektar.
Im Stadtviertel gibt es zwei kleine temporäre Seen, der eine beim Hauptzollamt, der andere in einer ins AGRHYMET-Gelände übergehenden Niederung. Karadjé liegt auf einem Alluvialboden, der überwiegend eine Einsickerung ermöglicht. Dort ist das Grundwasser gefährdet verunreinigt zu werden. Im Norden ist der Grundwasserspiegel hingegen so hoch, dass keine Einsickerung möglich ist, was wiederum die Überschwemmungsgefahr erhöht.
Das Standardschema für Straßennamen in Karadjé ist Rue KR 1, wobei auf das französische Rue für Straße das Kürzel KR für Karadjé und zuletzt eine Nummer folgt. Dies geht auf ein Projekt zur Straßenbenennung in Niamey aus dem Jahr 2002 zurück, bei dem die Stadt in 44 Zonen mit jeweils eigenen Buchstabenkürzeln eingeteilt wurde.

## Geschichte
Die Siedlung bestand bereits vor 1937, dem Jahr, als in Plateau am anderen Niger-Ufer die Herausbildung verschiedener Stadtviertel in Niamey begann. Karadjé wurde in den 1970er Jahren, nach der Errichtung der Kennedybrücke über den Fluss Niger, die eine Ausdehnung der Hauptstadt auf das rechte Niger-Ufer begünstigte, in Niamey eingemeindet. Während des Uran-Booms von 1977 bis 1980 wurde das Stadtviertel restrukturiert und bis zum Hauptzollamt erweitert. Am nördlichen Rand von Karadjé entstand in einem Altarm des Flusses Niger die informelle Siedlung Banguisto. In den 1980er Jahren war Karadjé verwaltungsmäßig vorübergehend mit Lamordé zu einem Stadtviertel zusammengeschlossen. Bei der Flutkatastrophe von 2010, die Niamey in der Nacht von 5. auf 6. August ereilte, gehörte Karadjé neben Kombo, Kossey, Lamordé und Zarmagandey zu den am stärksten betroffenen Stadtteilen. In Karadjé wurden 17 Häuser überflutet und 19 weitere als einsturzgefährdet deklariert. Die Umsiedlung von rund 750 von erneuten Überschwemmungen im Jahr 2012 betroffenen Haushalten aus den Stadtvierteln Karadjé, Lamordé, Kirkissoye und Nogaré in das neue Stadtviertel Séno wurde im Februar 2013 abgeschlossen.

## Bevölkerung

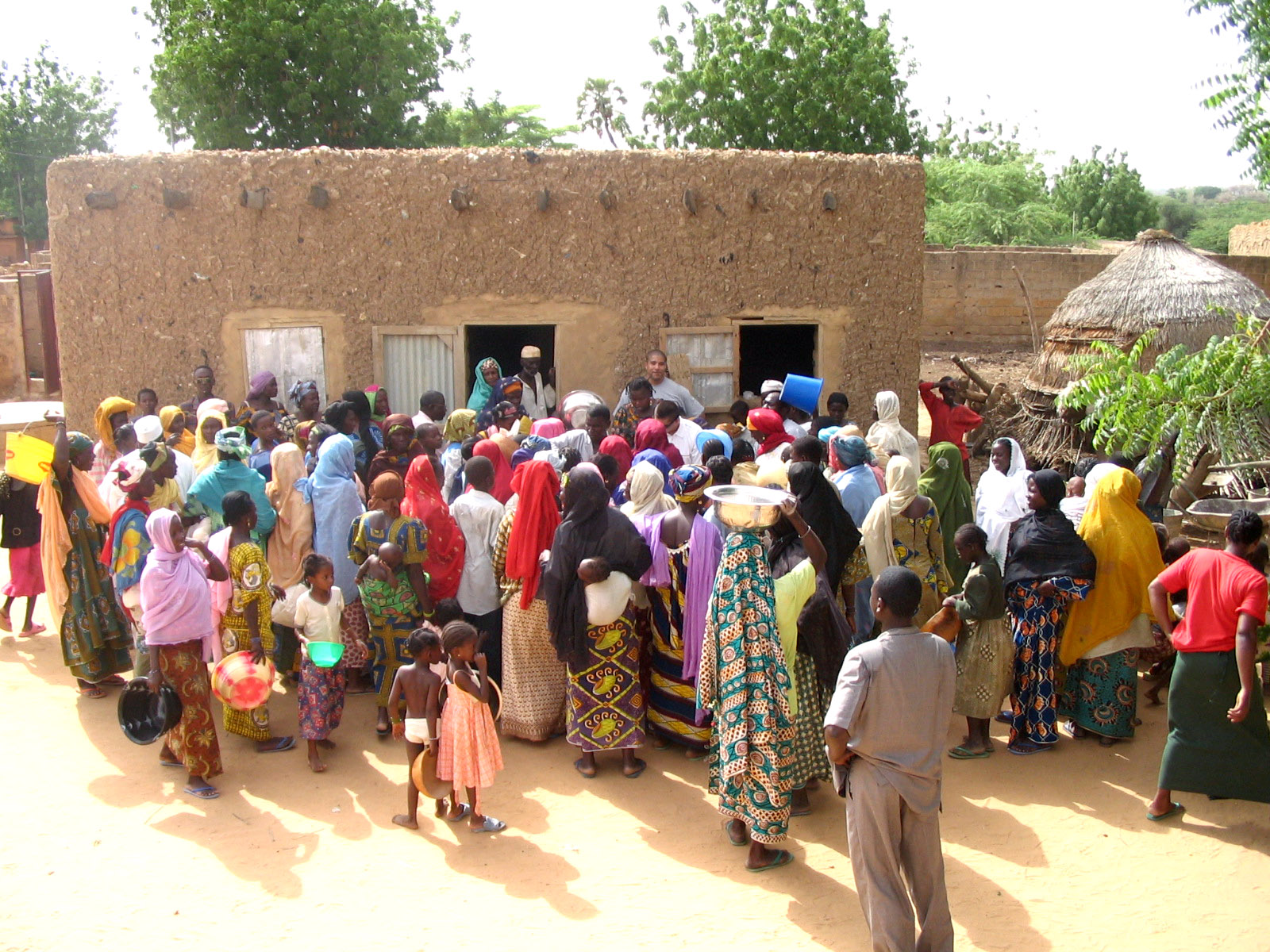
Menschenansammlung in Karadjé (2006)

Bei der Volkszählung 2012 hatte Karadjé 22.364 Einwohner, die in 3680 Haushalten lebten. Bei der Volkszählung 2001 betrug die Einwohnerzahl 22.466 in 3430 Haushalten und bei der Volkszählung 1988 belief sich die Einwohnerzahl auf 9759 in 1680 Haushalten.

## Infrastruktur
Den Südwesten des Stadtviertels nimmt das 3,2 Hektar große Marktgelände des Marché Harobanda ein. Der Markt besteht seit dem Jahr 1970 und wurde in den Jahren 1994 und 2001 umgestaltet. Seine Strahlkraft erstreckt sich über das gesamte Stadtgebiet von Niamey. In Karadjé befindet sich ein Gesundheitszentrum (Centre de Santé Intégré), das 2014 für die Versorgung von rund 28.000 Menschen zuständig war. Die öffentliche Grundschule Ecole primaire de Karadjé wurde 1987 gegründet.